# Campeonato Paraguaio de Futebol de 2012
O Campeonato Paraguaio de Futebol 2012  (denominado oficialmente Copa TIGO- Visión Banco) foi a temporada nº 78 da Primeira Divisão do futebol paraguaio.
No "Torneo Apertura" (primeiro semestre) Cerro porteño se sagrou campeão pela 29º vez em sua história ao bater o Olimpia na última data 2x1.
No "Torneo Clausura" (segundo semestre) Libertad se sagrou campeão pela 16º vez em sua história ao bater o Sportivo Luqueño na última data 2x0.

## Regulamento
As 12 equipes participantes irão jogar dois torneios únicos, o Apertura e o Clausura, no primeiro e segundo semestre do ano, respectivamente.
O sistema do jogo e todos contra todos. Cada torneio consiste no dois rodadas, 11 datas cada uma (ida e volta). A equipe que téra mais pontos ao final das 22 datas, se consagra campeão.

## Promovidos e Rebaixados
| Promovidas            |
| --------------------- |
| 1º Cerro Porteño (PF) |
| 2º Sportivo Carapeguá |

| Rebaixados na División Intermedia |
| --------------------------------- |
| 11º General Caballero             |
| 12º 3 de Febrero                  |

## Participantes do Apertura
São doze no total: Nove equipes são do Assunção, um é do departamento Central (Sportivo Luqueño), um é do departamento de Paraguarí (Sportivo Carapeguá), e um é do departamento de Alto Paraná (Cerro Porteño PF).
| Equipe                             | Cidade            | Departamento     | No ano anterior                                                           | Estádio                        | Capacidade | Títulos                                                                   | Participações |
| ---------------------------------- | ----------------- | ---------------- | ------------------------------------------------------------------------- | ------------------------------ | ---------- | ------------------------------------------------------------------------- | ------------- |
| Club Cerro Porteño                 | Assunção          | Distrito Capital | Vice Campeão                                                              | Estádio General Pablo Rojas    | 32.910     | 28 (último em Apertura de 2009)                                           | 99            |
| Club Guaraní                       | Assunção          | Distrito Capital | Lugar                                                                     | Estádio Rogelio Livieres       | 6.000      | 10 (último em Apertura de 2010)                                           | 105           |
| Club Olimpia                       | Assunção          | Distrito Capital | Campeão                                                                   | Estádio Manuel Ferreira        | 15.000     | 39 (último em Clausura de 2011)                                           | 106           |
| Club Sportivo Luqueño              | Luque             | Central          | Lugar                                                                     | Estádio Feliciano Cáceres      | 25.000     | 2 (1951,1953)                                                             | 82            |
| Club Libertad                      | Assunção          | Distrito Capital | Lugar                                                                     | Estádio Dr. Nicolás Leoz       | 10.000     | 13 (último em Clausura de 2010)                                           | 101           |
| Tacuary Football Club              | Assunção          | Distrito Capital | Lugar                                                                     | Estádio Roberto Bettega        | 6.000      | 0 (não possui)                                                            | 14            |
| Club Nacional                      | Assunção          | Distrito Capital | Lugar                                                                     | Estádio Arsenio Erico          | 4.000      | 7 (1909, 1911, 1924, 1926, 1942, 1946, Clausura de 2009,Apertura de 2011) | 99            |
| Sol de América                     | Villa Elisa       | Central          | Lugar                                                                     | Estádio Luis Alfonso Giagni    | 5.000      | 2 (1986, 1991)                                                            | 98            |
| Club Rubio Ñu                      | Assunção          | Distrito Capital | Lugar                                                                     | Estádio La Arboleda            | 5.000      | 0 (não possui)                                                            | 24            |
| Independiente de Campo Grande      | Assunção          | Distrito Capital | Lugar                                                                     | Estádio Ricardo Gregor         | 1.500      | 0 (não possui)                                                            | 3             |
| Cerro Porteño de Presidente Franco | Presidente Franco | Alto Paraná      | Campeão do Campeonato Paraguaio de Futebol de 2011 - Segunda Divisão      | Estádio Juan Eudes Pereira     | 5.000      | 0 (não possui)                                                            | 2             |
| Club Sportivo Carapeguá            | Carapeguá         | Paraguarí        | Vice Campeão do Campeonato Paraguaio de Futebol de 2011 - Segunda Divisão | Estádio Municipal de Carapeguá | 10.000     | 0 (não possui)                                                            | 1             |

## Torneo Apertura
É o campeonato nº 106 de Primeira Divisão do futebol paraguaio. Começou em 3 de fevereiro e terminou em 8 de julho. O campeão foi Cerro Porteño (29).

### Classificação final
| #   | Equipe             | Pts | J  | V  | E | D  | GP | GC | SG  |
| --- | ------------------ | --- | -- | -- | - | -- | -- | -- | --- |
| 1ª  | Cerro Porteño      | 49  | 22 | 16 | 1 | 5  | 40 | 23 | 17  |
| 2ª  | Olimpia            | 47  | 22 | 14 | 5 | 3  | 30 | 20 | 10  |
| 3ª  | Libertad           | 44  | 22 | 13 | 5 | 4  | 40 | 19 | 21  |
| 4ª  | Sol de América     | 35  | 22 | 11 | 2 | 9  | 38 | 27 | 11  |
| 5ª  | Nacional           | 33  | 22 | 10 | 3 | 9  | 40 | 32 | 8   |
| 6ª  | Guaraní            | 30  | 22 | 8  | 6 | 8  | 28 | 25 | 3   |
| 7ª  | Cerro Porteño (PF) | 27  | 22 | 7  | 6 | 9  | 26 | 29 | -3  |
| 8ª  | Sportivo Luqueño   | 26  | 22 | 6  | 8 | 8  | 23 | 30 | -7  |
| 9ª  | Independiente      | 25  | 22 | 6  | 7 | 9  | 28 | 42 | -14 |
| 10ª | Sportivo Carapeguá | 20  | 22 | 4  | 8 | 10 | 23 | 29 | -6  |
| 11ª | Rubio Ñu           | 18  | 22 | 5  | 3 | 14 | 24 | 40 | -16 |
| 12ª | Tacuary            | 11  | 22 | 1  | 8 | 13 | 15 | 39 | -24 |

 Pts – Pontos ganhos; J – Jogos; V - Vitórias; E - Empates; D - Derrotas;
GP – Gols pró; GC – Gols contra; SG – Saldo de gols
|  | Campeão. Classificado a Copa Libertadores da América de 2013 e Copa Sul-Americana de 2013. |

### Confrontos
| M\V | CER | CPF | GUA | IND | LIB | NAC | OLI | RUB | SOL | SCA | SLU | TAC |
| CER |     | 1:0 | 1:0 | 1:2 | 1:0 | 2:1 | 0:1 | 5:3 | 2:0 | 1:0 | 3:0 | 2:0 |
| CPF | 1:2 |     | 2:1 | 1:1 | 0:2 | 5:0 | 0:0 | 3:1 | 1:1 | 1:0 | 0:1 | 2:1 |
| GUA | 0:1 | 0:0 |     | 3:1 | 2:3 | 1:3 | 0:1 | 1:0 | 2:1 | 2:1 | 3:1 | 4:0 |
| IND | 1:4 | 1:1 | 0:1 |     | 1:4 | 2:5 | 3:0 | 1:0 | 2:4 | 1:1 | 1:1 | 2:1 |
| LIB | 2:1 | 2:0 | 2:2 | 1:1 |     | 1:0 | 0:1 | 1:0 | 0:1 | 1:1 | 1:0 | 2:1 |
| NAC | 2:0 | 2:1 | 1:1 | 5:0 | 1:2 |     | 0:0 | 0:2 | 2:1 | 3:1 | 2:1 | 2:0 |
| OLI | 1:2 | 3:3 | 2:0 | 1:1 | 2:1 | 2:1 |     | 1:0 | 1:0 | 3:2 | 2:1 | 2:1 |
| RUB | 2:3 | 1:2 | 2:1 | 2:1 | 1:5 | 3:3 | 2:3 |     | 0:3 | 1:2 | 0:0 | 1:0 |
| SOL | 2:2 | 4:1 | 0:1 | 1:2 | 0:3 | 3:2 | 0:1 | 1:0 |     | 2:0 | 2:3 | 2:0 |
| SCA | 1:2 | 1:2 | 0:0 | 3:0 | 2:2 | 2:1 | 1:2 | 2:1 | 0:2 |     | 0:0 | 1:1 |
| SLU | 2:0 | 3:0 | 2:2 | 1:3 | 0:4 | 2:1 | 2:1 | 1:1 | 0:2 | 1:1 |     | 1:1 |
| TAC | 2:4 | 1:0 | 1:1 | 1:1 | 1:1 | 0:3 | 0:0 | 0:1 | 2:6 | 1:1 | 0:0 |     |

 M=Mandante; V=Visitante

## Premiação
| Campeonato Paraguaio 2012 Primeira Divisão - Apertura |
| Assunção                                              |
| ----------------------------------------------------- |
| Club Cerro Porteño Campeão (29º título)               |

## Torneo Clausura
É o campeonato nº 107 de Primeira Divisão do futebol paraguaio. Começou em 28 de julho e terminou em 16 de dezembro. O campeão foi Libertad (16).

## Participantes do Clausura
| Equipe                             | Cidade            | Departamento     | No ano anterior                                                           | Estádio                        | Capacidade | Títulos                                                                   | Participações |
| ---------------------------------- | ----------------- | ---------------- | ------------------------------------------------------------------------- | ------------------------------ | ---------- | ------------------------------------------------------------------------- | ------------- |
| Club Cerro Porteño                 | Assunção          | Distrito Capital | Campeão                                                                   | Estádio General Pablo Rojas    | 32.910     | 29 (último em Apertura de 2012)                                           | 100           |
| Club Guaraní                       | Assunção          | Distrito Capital | Lugar                                                                     | Estádio Rogelio Livieres       | 6.000      | 10 (último em Apertura de 2010)                                           | 106           |
| Club Olimpia                       | Assunção          | Distrito Capital | Vice Campeão                                                              | Estádio Manuel Ferreira        | 15.000     | 39 (último em Clausura de 2011)                                           | 107           |
| Club Sportivo Luqueño              | Luque             | Central          | Lugar                                                                     | Estádio Feliciano Cáceres      | 25.000     | 2 (1951,1953)                                                             | 83            |
| Club Libertad                      | Assunção          | Distrito Capital | Lugar                                                                     | Estádio Dr. Nicolás Leoz       | 10.000     | 13 (último em Clausura de 2010)                                           | 102           |
| Tacuary Football Club              | Assunção          | Distrito Capital | Lugar                                                                     | Estádio Roberto Bettega        | 6.000      | 0 (não possui)                                                            | 15            |
| Club Nacional                      | Assunção          | Distrito Capital | Lugar                                                                     | Estádio Arsenio Erico          | 4.000      | 7 (1909, 1911, 1924, 1926, 1942, 1946, Clausura de 2009,Apertura de 2011) | 100           |
| Sol de América                     | Villa Elisa       | Central          | Lugar                                                                     | Estádio Luis Alfonso Giagni    | 5.000      | 2 (1986, 1991)                                                            | 99            |
| Club Rubio Ñu                      | Assunção          | Distrito Capital | Lugar                                                                     | Estádio La Arboleda            | 5.000      | 0 (não possui)                                                            | 25            |
| Independiente de Campo Grande      | Assunção          | Distrito Capital | Lugar                                                                     | Estádio Ricardo Gregor         | 1.500      | 0 (não possui)                                                            | 4             |
| Cerro Porteño de Presidente Franco | Presidente Franco | Alto Paraná      | Campeão do Campeonato Paraguaio de Futebol de 2011 - Segunda Divisão      | Estádio Juan Eudes Pereira     | 5.000      | 0 (não possui)                                                            | 3             |
| Club Sportivo Carapeguá            | Carapeguá         | Paraguarí        | Vice Campeão do Campeonato Paraguaio de Futebol de 2011 - Segunda Divisão | Estádio Municipal de Carapeguá | 10.000     | 0 (não possui)                                                            | 2             |

### Classificação final
| #   | Equipe             | Pts | J  | V  | E  | D  | GP | GC | SG  |
| --- | ------------------ | --- | -- | -- | -- | -- | -- | -- | --- |
| 1ª  | Libertad           | 47  | 22 | 13 | 8  | 1  | 44 | 16 | 28  |
| 2ª  | Nacional           | 44  | 22 | 14 | 2  | 6  | 36 | 16 | 20  |
| 3ª  | Guaraní            | 43  | 22 | 13 | 4  | 5  | 28 | 19 | 9   |
| 4ª  | Cerro Porteño      | 37  | 22 | 10 | 7  | 5  | 39 | 21 | 18  |
| 5ª  | Sportivo Luqueño   | 33  | 22 | 9  | 6  | 7  | 23 | 24 | -1  |
| 6ª  | Olimpia            | 32  | 22 | 8  | 8  | 6  | 33 | 31 | 2   |
| 7ª  | Cerro Porteño (PF) | 26  | 22 | 7  | 5  | 10 | 19 | 31 | -12 |
| 8ª  | Sol de América     | 25  | 22 | 5  | 10 | 7  | 24 | 26 | -2  |
| 9ª  | Sportivo Carapeguá | 25  | 22 | 7  | 4  | 11 | 30 | 34 | -4  |
| 10ª | Tacuary            | 22  | 22 | 6  | 4  | 12 | 31 | 39 | -8  |
| 11ª | Rubio Ñu           | 18  | 22 | 4  | 6  | 12 | 18 | 38 | -20 |
| 12ª | Independiente      | 9   | 22 | 1  | 6  | 15 | 14 | 44 | -30 |

 Pts – Pontos ganhos; J – Jogos; V - Vitórias; E - Empates; D - Derrotas;
GP – Gols pró; GC – Gols contra; SG – Saldo de gols
|  | Campeão. Classificado a Copa Libertadores da América de 2013 e Copa Sul-Americana de 2013. |

### Confrontos
| M\V | CER | CPF | GUA | IND | LIB | NAC | OLI | RUB | SOL | SCA | SLU | TAC |
| CER |     | 2:2 | 1:2 | 2:0 | 3:3 | 1:1 | 4:1 | 3:0 | 2:3 | 1:0 | 1:1 | 5:1 |
| CPF | 0:5 |     | 1:0 | 1:1 | 0:1 | 2:3 | 2:2 | 1:0 | 0:1 | 1:0 | 0:1 | 2:0 |
| GUA | 2:1 | 1:0 |     | 3:1 | 0:2 | 0:1 | 2:1 | 2:0 | 3:2 | 2:1 | 1:0 | 2:0 |
| IND | 0:1 | 2:1 | 1:1 |     | 0:5 | 0:3 | 1:1 | 2:2 | 1:1 | 0:1 | 0:1 | 0:2 |
| LIB | 1:0 | 3:0 | 0:0 | 3:0 |     | 1:0 | 1:1 | 3:0 | 1:1 | 2:1 | 2:0 | 2:2 |
| NAC | 0:1 | 3:0 | 1:2 | 5:1 | 1:2 |     | 4:1 | 2:0 | 1:0 | 2:0 | 0:0 | 2:0 |
| OLI | 0:0 | 0:0 | 0:1 | 3:1 | 2:2 | 1:0 |     | 3:2 | 1:0 | 3:0 | 2:0 | 2:2 |
| RUB | 1:2 | 0:0 | 1:0 | 1:0 | 2:7 | 0:1 | 0:3 |     | 0:0 | 1:1 | 1:1 | 3:1 |
| SOL | 2:1 | 0:2 | 1:1 | 1:1 | 0:0 | 2:0 | 1:1 | 1:1 |     | 1:3 | 2:2 | 3:1 |
| SCA | 1:1 | 1:2 | 1:2 | 2:0 | 2:0 | 1:3 | 4:1 | 2:1 | 1:1 |     | 5:1 | 0:4 |
| SLU | 0:0 | 1:2 | 1:1 | 1:0 | 0:2 | 1:2 | 2:1 | 2:0 | 1:0 | 3:1 |     | 2:0 |
| TAC | 0:2 | 4:0 | 2:0 | 3:2 | 1:1 | 0:1 | 2:3 | 1:2 | 2:1 | 2:2 | 1:2 |     |

 M=Mandante; V=Visitante

## Premiação
| Campeonato Paraguaio 2012 Primeira Divisão - Apertura |
| Assunção                                              |
| ----------------------------------------------------- |
| Club Libertad Campeão (15º título)                    |

## Tabela agregada de 2012
Esta tabela é utilizada como classificatória para a Copa Libertadores da América de 2013 e Copa Sul-Americana de 2013.
Paraguai terá 3 equipes classificadas para a Copa Libertadores de 2013 e 4 classificadas para a Copa Sul-Americana de 2013:
- Copa Libertadores de 2013 classifican

-O campeão do Torneo Apertura 2012
-O campeão do Torneo Clausura 2012
-Melhor pontuação entre os não-campeões do Apertura e Clausura 2012.
- Copa Sul-Americana de 2013 classifican

-O campeão do Torneo Apertura 2012
-O campeão do Torneo Clausura 2012
-Melhor pontuação entre os não-classificados para a Copa Libertadores da América de 2013
-2do Melhor pontuação entre os não-classificados para a Copa Libertadores da América de 2013
| #   | Equipe             | Pts | J  | V  | E  | D  | GP | GC | SG  |
| --- | ------------------ | --- | -- | -- | -- | -- | -- | -- | --- |
| 1ª  | Libertad           | 91  | 44 | 26 | 13 | 5  | 84 | 35 | 49  |
| 2ª  | Cerro Porteño      | 86  | 44 | 26 | 8  | 10 | 79 | 44 | 35  |
| 3ª  | Olimpia            | 79  | 44 | 22 | 13 | 9  | 63 | 51 | 12  |
| 4ª  | Nacional           | 77  | 44 | 24 | 5  | 15 | 76 | 48 | 28  |
| 5ª  | Guaraní            | 73  | 44 | 21 | 10 | 13 | 56 | 44 | 10  |
| 6ª  | Sol de América     | 60  | 44 | 16 | 12 | 16 | 62 | 53 | 9   |
| 7ª  | Sportivo Luqueño   | 59  | 44 | 15 | 14 | 15 | 46 | 54 | -8  |
| 8ª  | Cerro Porteño (PF) | 53  | 44 | 14 | 11 | 19 | 45 | 60 | -15 |
| 9ª  | Sportivo Carapeguá | 45  | 44 | 11 | 12 | 21 | 53 | 63 | -10 |
| 10ª | Rubio Ñu           | 36  | 44 | 9  | 9  | 26 | 42 | 78 | -36 |
| 11ª | Independiente      | 34  | 44 | 7  | 13 | 24 | 42 | 86 | -44 |
| 12ª | Tacuary            | 33  | 44 | 7  | 12 | 25 | 46 | 78 | -32 |

 Pts – Pontos ganhos; J – Jogos; V - Vitórias; E - Empates; D - Derrotas;
GP – Gols pró; GC – Gols contra; SG – Saldo de gols
|  | Classificados para a Copa Libertadores da América de 2013 e Copa Sul-Americana de 2013 |
|  | Classificado para a Copa Libertadores da América de 2013                               |
|  | Classificados para a Copa Sul-Americana de 2013                                        |

## Tabela de rebaixamento
Para definir o rebaixamento, soma-se os pontos de todas as últimas 3 temporadas e divide-se pelo total de jogos. Os dois últimos equipes rebaixam para a División Intermedia (segunda divisão paraguaia).
| #   | Equipe             | Média | Pts Total | Total de partidas | Pts 2010 | Pts 2011 | Pts 2012 |
| --- | ------------------ | ----- | --------- | ----------------- | -------- | -------- | -------- |
| 1ª  | Libertad           | 1,947 | 257       | 132               | 87       | 79       | 91       |
| 2ª  | Cerro Porteño      | 1,848 | 244       | 132               | 91       | 67       | 86       |
| 3ª  | Olimpia            | 1,803 | 238       | 132               | 71       | 88       | 79       |
| 4ª  | Nacional           | 1,795 | 237       | 132               | 77       | 83       | 77       |
| 5ª  | Guaraní            | 1,636 | 216       | 132               | 85       | 58       | 73       |
| 6ª  | Rubio Ñu           | 1,212 | 160       | 132               | 66       | 58       | 36       |
| 7ª  | Cerro Porteño (PF) | 1,205 | 53        | 44                | -        | -        | 53       |
| 8ª  | Sol de América     | 1,167 | 154       | 132               | 45       | 49       | 60       |
| 9ª  | Sportivo Luqueño   | 1,030 | 136       | 132               | 42       | 35       | 59       |
| 10ª | Sportivo Carapeguá | 1,023 | 45        | 44                | -        | -        | 45       |
| 11ª | Tacuary            | 0,985 | 130       | 132               | 37       | 60       | 33       |
| 12ª | Independiente      | 0,977 | 86        | 88                | -        | 52       | 34       |

|  | Rebaixamento para a División Intermedia |